# René Dersoir
René Dersoir, né à Saint-Denis-d'Anjou (Mayenne) le 11 décembre 1940 et ordonné le 6 février 1967, est un prêtre du diocèse de Rennes. Aumônier national de la Fédération sportive et culturelle de France de 1987 à 1991, il assure ensuite diverses responsabilités importantes dans son diocèse d'origine.

## Biographie
René Dersoir naît le 11 décembre 1940, dernier d'une fratrie de quatre enfants. L'année suivante sa famille arrive à Vitré où il fait ses premiers pas sportifs, dès 1946, à l'Aurore, le patronage paroissial créé le 3 décembre 1908 par l'abbé Anger, curé  de la paroisse Saint-Martin de Vitré. Il suit l'enseignement primaire des Frères de l'instruction chrétienne de Ploërmel et entre à leur juvénat de Janzé en 1953. Il intègre celui de Ploërmel en 1956 puis l'école apostolique des Spiritains de Langueux et entre au grand séminaire de Rennes en 1960. Mobilisé en Algérie de 1962 à 1963 il reprend ensuite ses études tout en s'engageant dans le scoutisme et les centres de vacances. Dans ce dernier domaine, il encadre en 1965 les stages de l'Union française des centres de vacances (UFCV). Ordonné le 6 février 1967 en la cathédrale Saint-Pierre de Rennes, il est nommé vicaire à Betton puis à la nouvelle paroisse de Saint-Paul de Rennes où on lui confie la direction du patronage l'Avenir de Rennes au sein duquel il s'investit personnellement dans la pratique du basket-ball.

## La Fédération sportive et culturelle de France

### Militant des centres de vacances et de loisirs
Le 28 décembre 1973, il participe à la première réunion nationale de la Fédération sportive et culturelle de France (FSCF) consacrée au lancement de la branche Centres de vacances et de loisirs (CVL). Cette initiative fait suite aux réserves suscitées par les orientations progressistes affichées par l'UFCV qui assure jusqu'ici la formation aux brevets d’aptitude aux fonctions d’animateur (BAFA) de nombreux séminaristes et prêtres diocésains : la FSCF est alors fortement sollicitée pour prendre le relais dans ce domaine. Cette fédération obtient en 1978 l'habilitation générale à délivrer les diplômes concernés et, de 1974 à 1991, René Dersoir est membre du jury régional des services du ministère de la jeunesse et des sports pour l'attribution du brevet d'aptitude aux fonctions de directeur (BAFD). En 1977, il succède à l'abbé Rebour comme aumônier et secrétaire-général de l'Union d'Ille-et-Vilaine et de la Ligue de Bretagne FSCF. En 1981, 1982 et 1983 il est envoyé en mission en Polynésie chez les frères de Ploërmel pour y développer la branche CVL et conforter l'Union territoriale FSCF fondée en 1982 après son premier passage.

### Aumônier national
En 1987, il succède à Jean-Marie Sarron au poste d'aumônier fédéral bientôt rejoint par Gilles Mallet. Il quitte alors la commission CVL pour la commission formation. Son arrivée à la fédération est marquée par les festivités du 90e anniversaire de la FSCF, créée en 1898. Initiées par le président Maurice Davesne avant même son élection, celles-ci débutent lors du congrès du 27 novembre 1997 par une messe solennelle en la cathédrale Notre-Dame de Paris accompagnée par les meilleures fanfares fédérales et se poursuivent, le 24 juillet 1988, par l'arrivée de quatre-vingt-dix-neuf pèlerins fédéraux à Compostelle. Cependant le grandiose congrès qui suit au mois de novembre est l'occasion d'une grave crise fédérale, le président pressenti par le comité directeur étant invalidé par l'assemblée générale. Il revient aux deux aumôniers de contribuer à ramener la sérénité en soutenant Max Éraud qui accepte provisoirement la présidence.

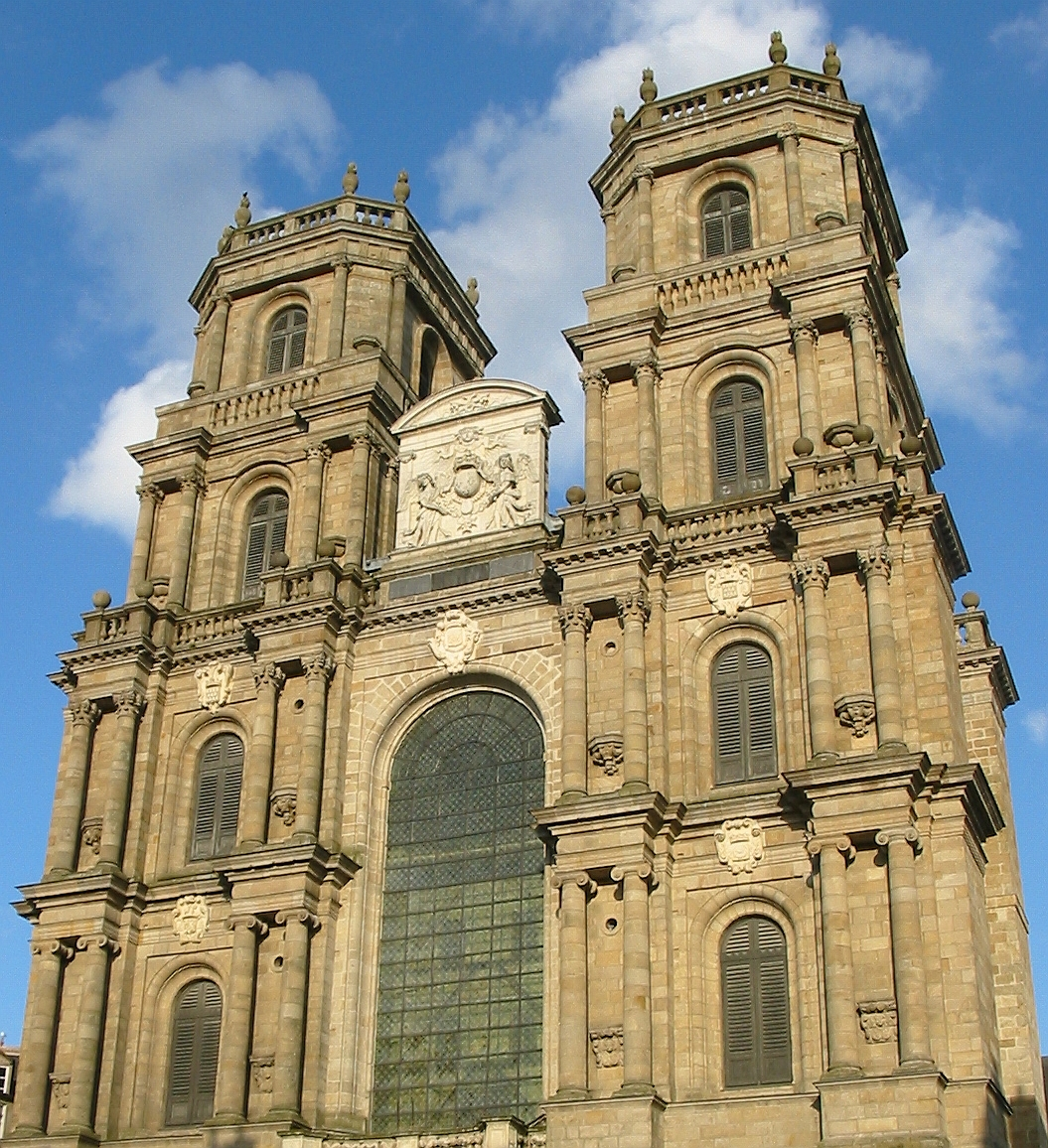
Cathédrale Saint-Pierre de Rennes.

En 1990, celui-ci laisse place à Jacques Gautheron qui ne revient que pour deux années de mandat également. En quatre ans, René Dersoir et Gilles Mallet côtoient donc trois présidents successifs (Maurice Davesne, le général Max Éraud, Jacques Gautheron) et assistent à l'avènement de Clément Schertzinger. Pendant cette période, entre 1988 et 1992, ils se partagent le territoire fédéral : René Dersoir, est responsable de l'Ouest, du Sud-ouest, du Centre, de la Polynésie et de la Guadeloupe tandis que Gilles Mallet prend en charge le Nord, l'Est, le Sud et la Fédération internationale catholique d'éducation physique et sportive (FICEP). René Dersoir quitte ses fonctions en juillet 1991.

## Responsabilités diocésaines
Il est alors nommé curé de Notre-Dame des Grèves à Saint-Malo puis en 1996 curé-doyen de Châteaugiron. En 2002, il est nommé :
- directeur diocésain des pèlerinages et aumônier diocésain de l'Hospitalité Notre-Dame de Lourdes ;
- délégué diocésain de la Pastorale des réalités du tourisme et des loisirs (PRTL) ;
- aumônier diocésain de la FSCF.

Depuis 2009, il est chapelain de l'ordre des chevaliers et hospitaliers de Saint-Lazare de Jérusalem pour la commanderie d'Armorique.
Par décision de l'archevêque du diocèse de Rennes, à compter du 1er septembre 2012, l’abbé René Dersoir, est nommé prêtre associé à la paroisse Saint-Melaine aux Carrefours Pacéens et réside à Montgermont.
Lors du congrès de 2013 à Sainte-Anne-d'Auray, il est élu président de l'Association nationale des directeurs diocésains de pèlerinages (ANDDP) qui concerne huit pays francophones et quatre-vingt douze diocèses.

## Distinction
Médaille de la jeunesse, des sports et de l'engagement associatif, or. René Dersoir est titulaire de la médaille d'or  de la jeunesse et des sports.